# Audrix
Audrix (okzitanisch: Audrics) ist ein Ort und eine südwestfranzösische Gemeinde (commune) mit 272 Einwohnern (Stand 1. Januar 2022) in der alten Kulturregion des Périgord im Département Dordogne in der Region Nouvelle-Aquitaine.

## Lage
Audrix liegt im Tal der Vézère nur wenige Kilometer vor deren Einmündung in die Dordogne in einer Höhe von ca. 220 m ü. d. M. etwa 27 Kilometer (Fahrtstrecke) westlich von Sarlat-la-Canéda bzw. etwa 38 Kilometer südwestlich von Montignac-Lascaux.

## Bevölkerungsentwicklung
| Jahr      | 1968 | 1975 | 1982 | 1990 | 1999 | 2006 | 2017 |
| Einwohner | 116  | 120  | 130  | 180  | 238  | 280  | 278  |

Im 19. Jahrhundert hatte der Ort meist zwischen 250 und 500 Einwohner. Die Reblauskrise im Weinbau und der Verlust von Arbeitsplätzen durch die Mechanisierung der Landwirtschaft haben seitdem zu einem deutlichen Bevölkerungsrückgang geführt, der sich jedoch wegen des zunehmenden Tourismus in der Region seit den 1960er Jahren wieder in ein deutliches Wachstum verkehrt hat.

## Wirtschaft
Bis in die heutige Zeit spielt die Landwirtschaft die größte Rolle im Wirtschaftsleben der Gemeinde: Der ehemals auch hier betriebene Weinbau ist jedoch nach der Reblauskrise gänzlich aufgegeben worden; Tabak und Mais sind ebenfalls auf dem Rückzug – stattdessen dominieren Felder und Weiden, aber auch Walnuss-, Eßkastanien- und Obstbäume die Region. Auch Trüffel und Gänseleberpastete zählen zu den regionalen Produkten. Einige leerstehende Häuser werden als Ferienwohnungen (gîtes) vermietet.

## Geschichte
Auf dem Gemeindegebiet wurden bislang keine vorgeschichtlichen Funde gemacht, die die Anwesenheit des frühen Menschen bezeugen könnten. In gallorömischer Zeit war der Platz wahrscheinlich erstmals besiedelt. Eine mittelalterliche Erwähnung des Ortes unter dem Namen Audris stammt aus dem 13. Jahrhundert.

## Sehenswürdigkeiten

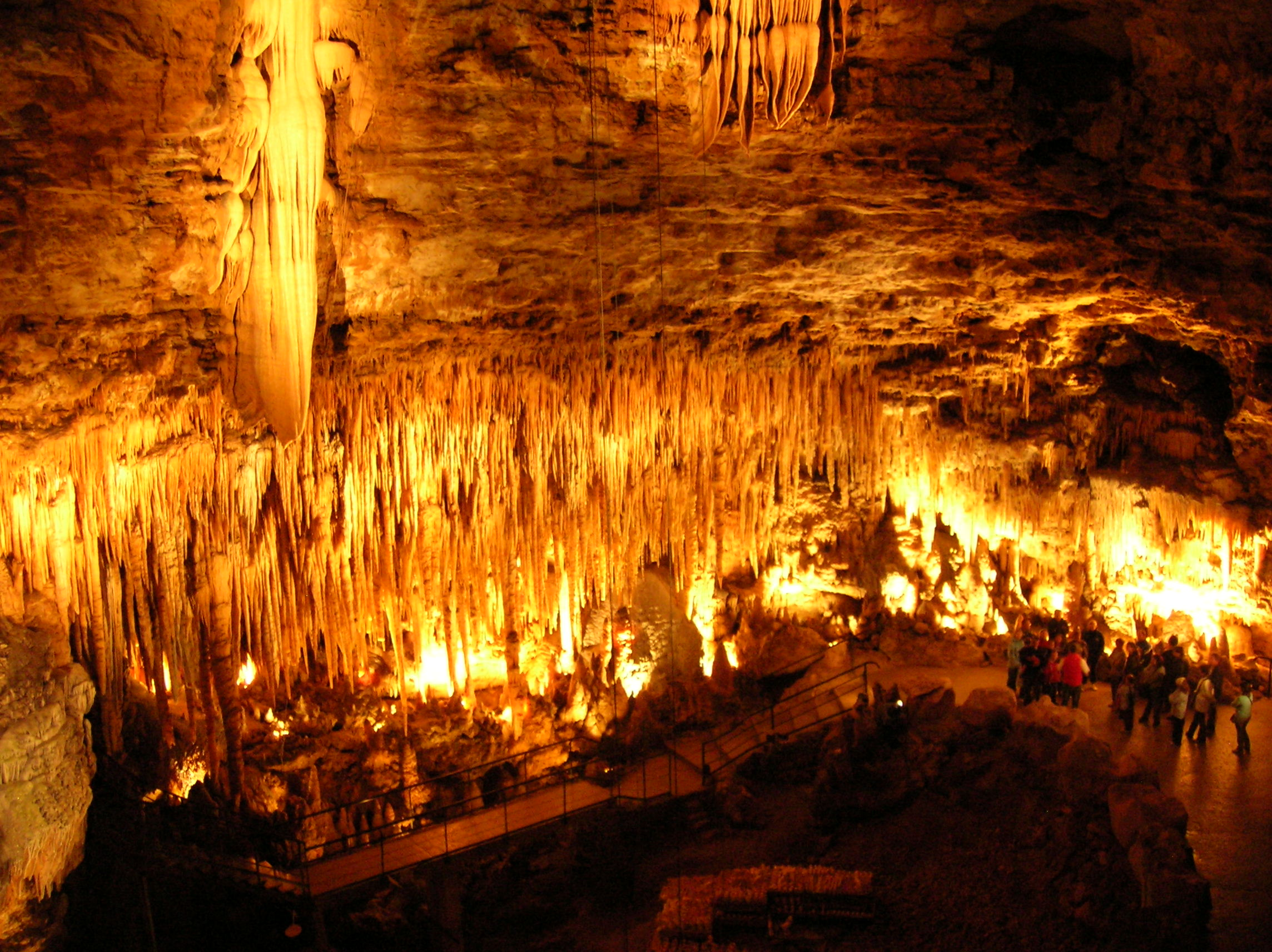
Gouffre de Proumeyssac

- Die Kirche Saint-Pierre ist ein einschiffiger romanischer Bau des 12. Jahrhunderts mit einer halbrunden, aus Bruchsteinen errichteten Apsis, auf die im Verlauf des Hundertjährigen Krieges (1337–1453) ein polygonal gebrochenes und auch zu Verteidigungszwecken genutztes Glockengeschoss aufgesetzt wurde. Die äußerst schmucklose Fassade wird von einem Rechteckgiebel überhöht; ein kleines Rundfenster belichtet das mit einer hölzernen Flachdecke bedeckte Kirchenschiff, welches sowohl einen Eingang im Westen als auch auf der Südseite hat. Der Kirchenbau wurde im Jahr 1973 als Monument historique[1] anerkannt.
- Eine kleine spätmittelalterliche Markthalle (halle) auf hölzernen Stützen befindet sich im Ortszentrum.
- Die Tropfsteinhöhle Gouffre de Proumeyssac (44° 53′ 28″ N, 0° 56′ 7″ O) ist schon länger bekannt; sie wurde jedoch erst im Jahr 1907 gründlich untersucht. In der stark kalkhaltigen Atmosphäre der Höhle ist ein Gestell mit verschiedenen Tongefäßen zu sehen, welche binnen Jahresfrist eine petrifizierte Oberfläche erhalten und an Touristen verkauft werden.